# 1891 год в спорте
Список 1891 год в спорте перечисляет спортивные события, произошедшие в 1891 году.

## Российская империя
- Чемпионат России по конькобежному спорту 1891;

## Международные события

### Чемпионаты Европы
- Чемпионат Европы по конькобежному спорту 1891;
- Чемпионат Европы по фигурному катанию 1891;

### Чемпионаты мира
- Чемпионат мира по тяжёлой атлетике 1891;
- Матч за звание чемпиона мира по шахматам 1890/1891;

### Регби
- Кубок домашних наций 1891;
- Созданы клубы:
  - «Ломас»;
  - «Ош Жер»;

### Футбол
- Чемпионат Нидерландов по футболу 1890/1891;
- Чемпионат Нидерландов по футболу 1891/1892;
- Созданы клубы:
  - «Аполлон Смирнис»;
  - «Вайле»;
  - «Карлсруэ ФФ»;
  - «Питерхед»;
  - «Юргорден»;

#### Англия
- Футбольная лига Англии 1890/1891;
- Футбольная лига Англии 1891/1892;
- ФК «Ньютон Хит» в сезоне 1890/1891;
- Созданы клубы:
  - «Лемингтон»;
  - «Олтрингем»;
  - «Реддич Юнайтед»;